# Ljerka
Ljerka je žensko osebno ime.

## Izvor imena
Ime Ljerka izhaja iz hrvaške besede lijer (ime za  rožo »lilijo«, latinsko lilium candidum), ta pa iz grških pesniških besed leirióeis v pomenu »(bel) kot lilija, nežen, ljubek« in leirós v pomenu besede »bled, nežen«.

## Različice imena
- ženske oblike imena: Lerka, Lera, lerica, Ljela, Ljerkica
- moška oblika imena: Ljerko (skoraj unikatno ime)

## Pogostost imena
Po podatkih Statističnega urada Republike Slovenije je bilo na dan 31. decembra 2007 v Sloveniji število ženskih oseb z imenom Ljerka: 109.

## Osebni praznik
V koledarju je ime Ljerka uvrščeno k imenu Lilijana; god preznjuje 27. julija.